# Kostely zasvěcené svatému Patrikovi

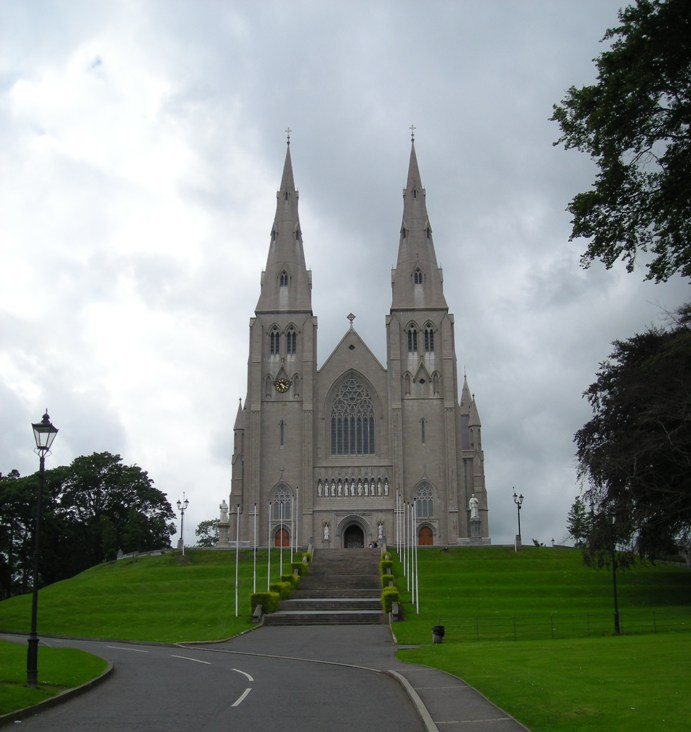
Katolická St Patrick's Cathedral v Armaghu. Katolíci si ji vybudovali místo staré katedrály, která po reformaci připadla anglikánské Církvi Irska

Svatý Patrik je nejuctívanější irský světec, patron Irska a Irů. Kostely jemu zasvěcené se proto vyskytují především v Irsku a všude tam, kde existuje významná přítomnost irského přistěhovalectví. Zatímco v Irsku je řada kostelů zasvěcených sv. Patrikovi anglikánská (anglikáni je získali v průběhu reformace), mimo Irsko jde většinou o katolické kostely (anglikánští Irové ctí sv. Patrika stejně jako katoličtí, nicméně je jich mnohem méně a nikdy neměli takové tendence emigrovat).
Jelikož Irové zasvěcují často své nejvýznamnější kostely svatému Patrikovi a např. ve Spojených státech, Kanadě a Austrálii tvoří irští přistěhovalci a jejich potomci velmi významnou část katolické populace, mnoho těchto kostelů získalo status baziliky či katedrály.

## Austrálie

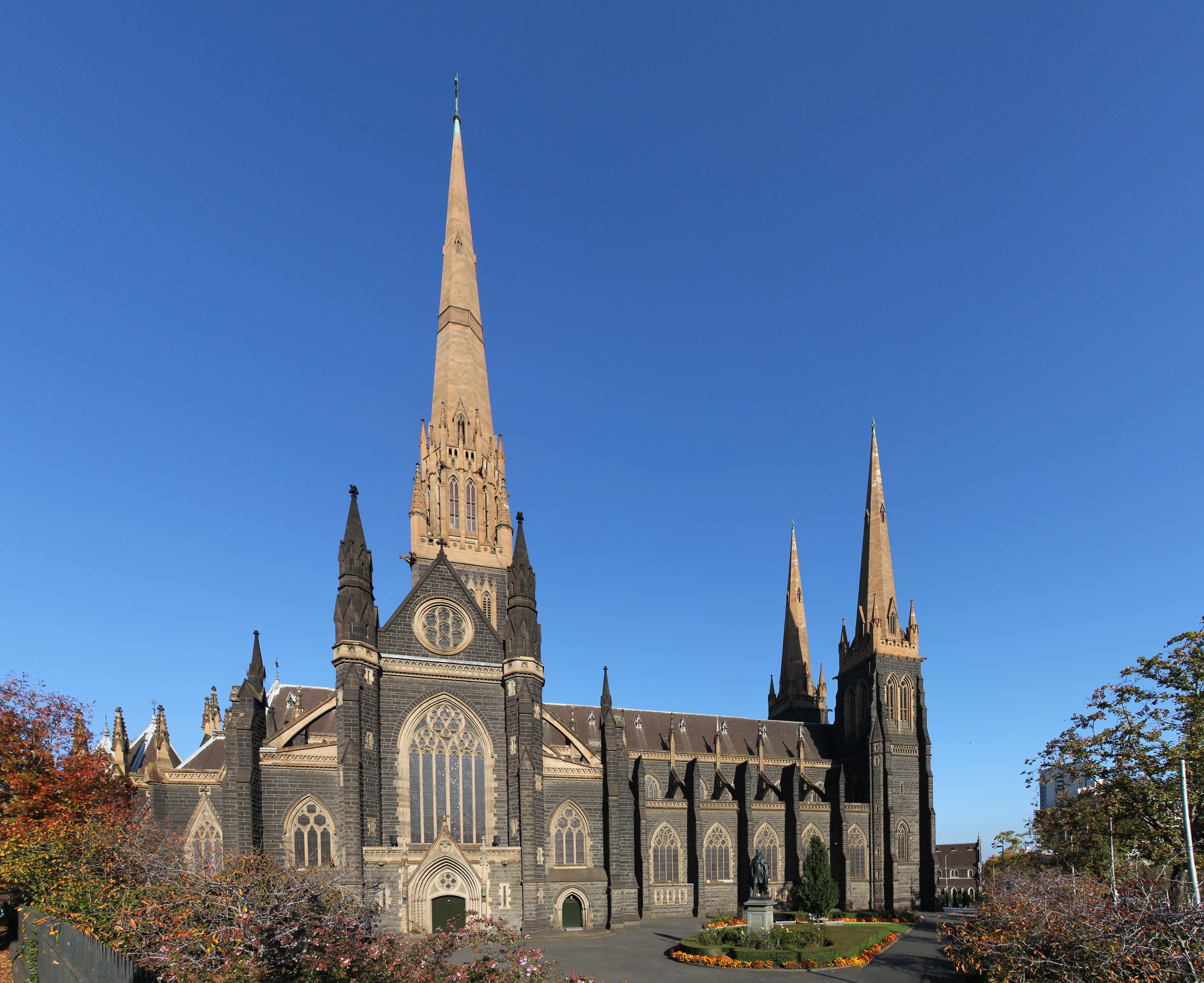
St Patrick's Cathedral v Melbourne

- St Patrick's Cathedral (Ballarat)
- St Patrick's Cathedral (Melbourne)
- St Patrick's Cathedral (Parramatta)

## Indie
- Saint Patrick's Cathedral (Chennai)

## Irsko

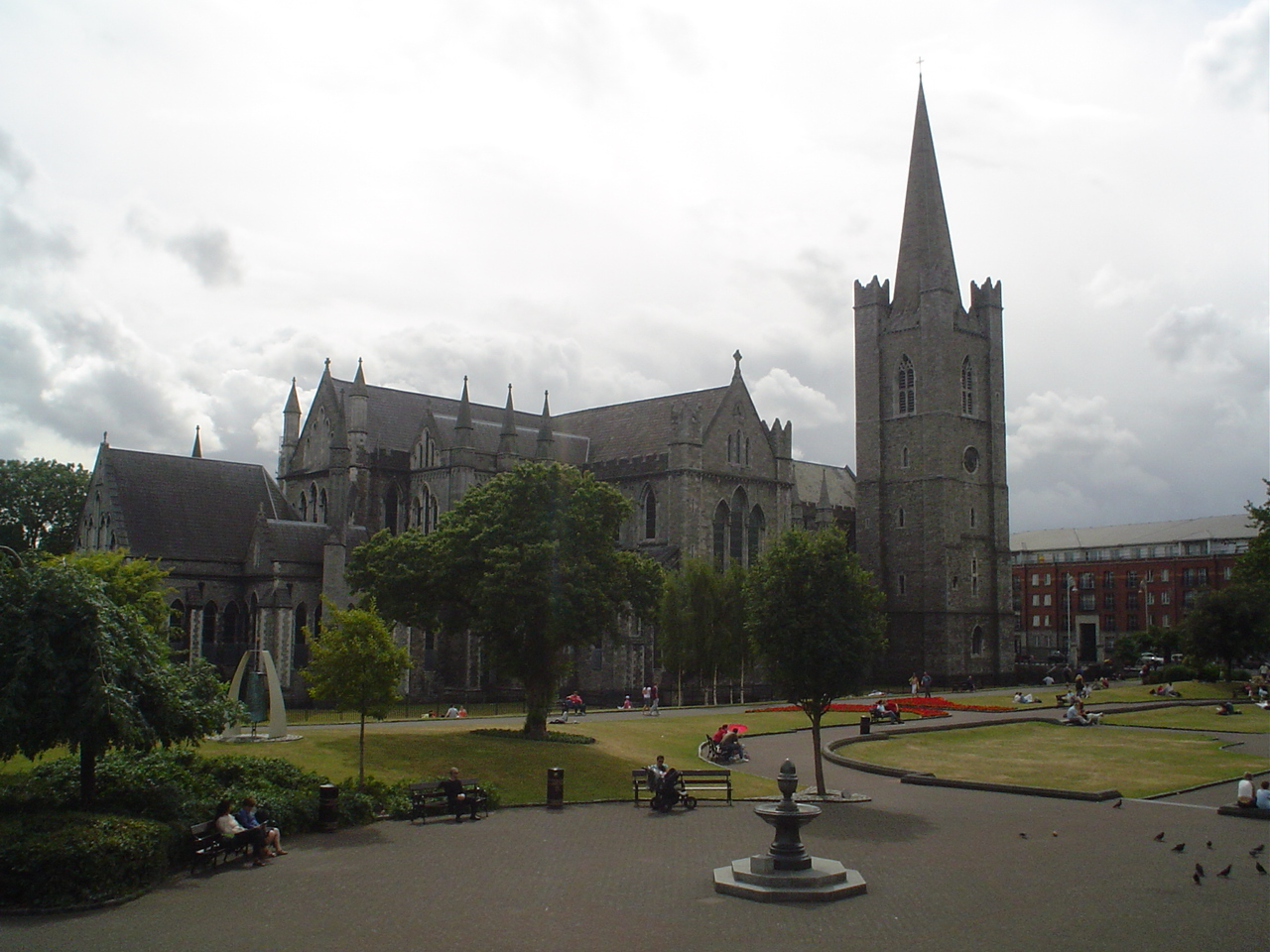
Anglikánská St Patrick's Cathedral v Dublinu

- St Patrick's Cathedral (Armagh, katolická)
- St Patrick's Cathedral (Armagh, anglikánská)
- St Patrick's Cathedral (Dublin)

## Kanada
- St. Patrick's Basilica (Montreal)
- St. Patrick's Basilica (Ottawa)
- St. Patrick's Church (St. John's)
- St. Patrick's Cathedral (Thunder Bay)

## Nový Zéland
- Saint Patrick's Cathedral (Auckland)

## Pákistán
- Saint Patrick's Cathedral (Karáčí)

## Spojené státy americké

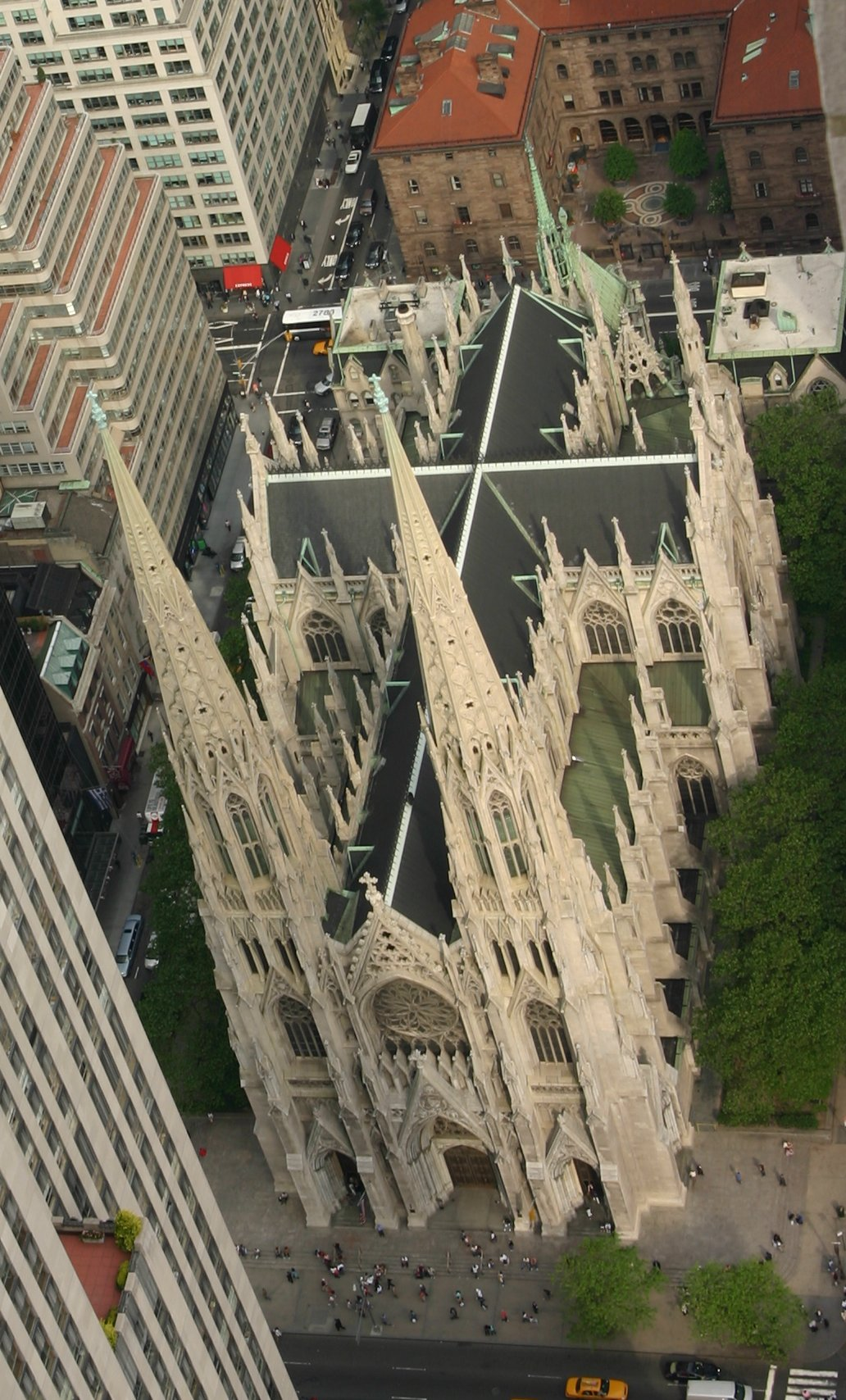
St. Patrick's Cathedral v New Yorku.

- Cathedral of Saint Patrick (Charlotte)
- Cathedral Church of Saint Patrick (El Paso)
- St. Patrick Cathedral (Fort Worth)
- Cathedral of Saint Patrick (Harrisburg)
- Pro-Cathedral of Saint Patrick (Newark)
- St. Patrick's Cathedral (New York)
  - též St. Patrick's Old Cathedral (New York)
- Cathedral of Saint Patrick (Norwich)
- Saint Patrick Proto-Cathedral Parish

## Španělsko
- Colegiata San Patricio v Lorce pojmenovaný podle dne konání u bitvy u Los Alporchones (17. března)